# Liste des maires de Vaison-la-Romaine
La liste des maires de Vaison-la-Romaine présente la liste des maires de la commune française de Vaison-la-Romaine, situé dans le département de Vaucluse en région Provence-Alpes-Côte d'Azur.

## Liste des maires

### De 1790 à 1944
| Période | Période | Identité                                     | Étiquette   | Qualité |
| ------- | ------- | -------------------------------------------- | ----------- | --- |
| 1790    | 1791    | Joseph Hyacinte de la Villasse               |             | |
| 1791    | 1792    | Jean-Marie Sauveur                           |             | |
| 1792    | 1794    | Barthélémy Bouchet                           |             | |
| 1794    | 1794    | François Barjol                              |             | |
| 1794    | 1796    | François-Toussaint Boulard                   |             | |
| 1796    | 1797    | Joseph Roland                                |             | |
| 1797    | 1797    | François Sueil                               |             | |
| 1797    | 1797    | Joseph Roland                                |             | |
| 1797    | 1798    | Thomas Crie                                  |             | |
| 1798    | 1799    | François Barjol                              |             | |
| 1799    | 1800    | Justin Robert Bouchet                        |             | |
| 1799    | 1800    | Martin Cluse                                 |             | |
| 1800    | 1800    | Vincent Plantevin                            |             | |
| 1800    | 1800    | Martin Cluse                                 |             | |
| 1800    | 1801    | François Sueil                               |             | |
| 1801    | 1806    | François Boulard                             |             | |
| 1806    | 1810    | André de Rippert                             |             | |
| 1810    | 1811    | Michel Barbeirassy                           |             | |
| 1811    | 1812    | André de Rippert                             |             | |
| 1812    | 1825    | Rostaing Louis Rodolphe Bertrand de Montfort |             | Juge de paix |
| 1825    | 1830    | Adrien de Taulignan                          |             | Marquis |
| 1830    | 1837    | Camille-Maximilien Delaleu                   |             | Caissier de l'administration des chemins de fer de Marseille ; démissionnaire                                                                                        |
| 1837    | 1846    | Auguste Saussac                              |             | |
| 1846    | 1848    | André Coudray                                |             | |
| 1848    | 1855    | Laurent Mazen                                |             | Conseiller général du canton de Vaison-la-Romaine (1848 → 1852) |
| 1855    | 1865    | André Coudray                                |             | |
| 1865    | 1870    | Eugène Gontard                               |             | Conseiller général du canton de Vaison-la-Romaine (1870) |
| 1870    | 1870    | Alexandre Gassin                             |             | |
| 1870    | 1871    | Léon Beraud                                  |             | |
| 1871    | 1878    | Eugène Gontard                               | Droite      | Conseiller général du canton de Vaison-la-Romaine (1870 puis 1871 → 1880)                                                                                            |
| 1878    | 1885    | Léon Beraud                                  | Républicain | Conseiller général du canton de Vaison-la-Romaine (1880 → 1886) |
| 1885    | 1888    | François Bouchet                             |             | |
| 1888    | 1906    | Jules Mazen                                  | Droite      | Conseiller général du canton de Vaison-la-Romaine (1886 → 1892) |
| 1906    | 1906    | Émile Raynaud                                |             | |
| 1906    | 1919    | Paul Buffaven                                |             | |
| 1919    | 1941    | Ulysse Fabre                                 | Rad.        | Industriel Sénateur de Vaucluse (1936 → 1940) Conseiller général du canton de Vaison-la-Romaine (1913 → 1941) Président du conseil général de Vaucluse (1922 → 1940) |
| 1941    | 1944    | Théo Desplans                                | DVG puis RI | Conseiller général du canton de Vaison-la-Romaine (1951 → 1970) |

### Depuis 1944
Depuis l'armistice, huit maires se sont succédé à la tête de la commune.
| Période      | Période              | Identité               | Étiquette   | Qualité |
| ------------ | -------------------- | ---------------------- | ----------- | --- |
| 1944         | 1947                 | Lucien Grangeon        | PCF         | Agent d'assurance Sénateur de Vaucluse (1946 → 1948) Conseiller général du canton de Vaison-la-Romaine (1945 → 1951)                                   |
| octobre 1947 | mars 1971            | Théo Desplans          | DVG puis RI | Conseiller général du canton de Vaison-la-Romaine (1951 → 1970)                                                                                        |
| mars 1971    | mars 1983            | Yves Meffre            | PS          | Quincailler Conseiller général du canton de Vaison-la-Romaine (1970 → 1994)                                                                            |
| mars 1983    | mars 1989            | André Thès             |             | Inspecteur de l'Éducation nationale |
| mars 1989    | 1992                 | Yves Meffre            | PS          | Quincailler Conseiller général du canton de Vaison-la-Romaine (1970 → 1994)                                                                            |
| 1992         | mars 2001            | Claude Haut            | PS          | Directeur territorial Sénateur de Vaucluse (1995 → ) Conseiller général du canton de Vaison-la-Romaine (1994 → 2015) Président du Sipavo (1989 → 2001) |
| mars 2001    | octobre 2003 (décès) | Patrick Fabre          | PS          | Président de la CC du Pays Voconces - Copavo (2001 → 2003)                                                                                             |
| octobre 2003 | mars 2014            | Pierre Meffre          | PS          | Ingénieur de travaux publics Conseiller régional de Provence-Alpes-Côte d'Azur (2004 → 2015) Président de la CC Vaison Ventoux (2004 → 2015)           |
| mars 2014    | En cours             | Jean-François Périlhou | DVD-LR      | Cadre du secteur privé Conseiller régional de Provence-Alpes-Côte d'Azur (2021 → ) Président de la CC Vaison Ventoux (2021 → )                         |

## Résultats des dernières élections municipales

### Élection municipale de 2014
|                | Jean-François Perilhou | DVD            | 1 867 | 50,60  | 22 |  |  |  |
|                | Pierre Meffre          | PS             | 1 823 | 49,40  | 7  |  |  |  |
|                |                        |                |       |        |    |  |  |  |
| Inscrits       | Inscrits               | Inscrits       | 5 009 | 100,00 |    |  |  |  |
| Abstentions    | Abstentions            | Abstentions    | 1 185 | 23,66  |    |  |  |  |
| Votants        | Votants                | Votants        | 3 824 | 76,34  |    |  |  |  |
| Blancs et nuls | Blancs et nuls         | Blancs et nuls | 134   | 2,68   |    |  |  |  |
| Exprimés       | Exprimés               | Exprimés       | 3 690 | 73,67  |    |  |  |  |

### Élection municipale de 2008
|                | Pierre Meffre          | PS             | 1 787 | 53,63  | 23 |  |  |  |
|                | Jean-François Perilhou | UMP            | 1 545 | 46,37  | 6  |  |  |  |
|                |                        |                |       |        |    |  |  |  |
| Inscrits       | Inscrits               | Inscrits       | 4 581 | 100,00 |    |  |  |  |
| Abstentions    | Abstentions            | Abstentions    | 1 086 | 23,71  |    |  |  |  |
| Votants        | Votants                | Votants        | 3 495 | 76,29  |    |  |  |  |
| Blancs et nuls | Blancs et nuls         | Blancs et nuls | 163   | 3,56   |    |  |  |  |
| Exprimés       | Exprimés               | Exprimés       | 3 332 | 72,74  |    |  |  |  |

### Élection municipale de 2001
|                | Patrick Fabre               | PS             | 1 616 | 56,74  | 23 |  |  |  |
|                | Florence Chevallier-Defosse | DVD            | 913   | 32,06  | 5  |  |  |  |
|                | Serge Boyer                 | LV             | 319   | 11,20  | 1  |  |  |  |
|                |                             |                |       |        |    |  |  |  |
| Inscrits       | Inscrits                    | Inscrits       | 4 130 | 100,00 |    |  |  |  |
| Abstentions    | Abstentions                 | Abstentions    | 1 071 | 25,93  |    |  |  |  |
| Votants        | Votants                     | Votants        | 3 059 | 74,07  |    |  |  |  |
| Blancs et nuls | Blancs et nuls              | Blancs et nuls | 211   | 5.11   |    |  |  |  |
| Exprimés       | Exprimés                    | Exprimés       | 2 848 | 68,96  |    |  |  |  |